# 何鰲 (正德戊辰進士)
何鰲（1484年—1533年），字子魚，號復所、雁峰，廣東廣州府順德縣黃連人，軍籍，明朝政治人物。

## 生平
弘治十七年（1504年）甲子科廣東鄉試第五名舉人，正德三年（1508年）中式戊辰科會試第一百一名，三甲第七十八名進士。授浙江慶元縣知縣，十年（1515年）閏四月擢雲南道監察御史，十五年（1520年）十二月與御史丘道隆上疏堅決反對佛郎機（葡萄牙）入貢，嘉靖二年（1523年）巡按湖廣，升松江府知府，升浙江按察司副使、分巡寧紹，改山東按察司副使、兵備徐州，十一年（1532年）五月升四川布政使司參政，調福建布政使司參政，十二年（1533年）二月升福建右布政使，七月升湖廣左布政使，十一月卒。

## 家族
曾祖何永安；祖父何昌，宣平縣知縣；父何一逵，贈監察御史。母陳氏（贈孺人）；繼母區氏、趙氏（贈孺人）。從兄何宏，弟何鰍、何鮤、何魴、何鮪。子何思贊。